# Shuffle
El término Shuffle se ha usado para designar un paso de baile y, más tarde, un ritmo musical, vinculado al blues y el jazz.

## Baile
En su origen Shuffle era el nombre que se le dio a un paso de claqué del siglo XVIII, que se ejecutaba simultáneamente con los dos pies, con golpes prolongados. El paso de baile fue adaptado por los esclavos afroamericanos en los llamados ring shouts, y posteriormente incluido en los espectáculos de minstrel, aunque ya entonces uno de los dos pies se arrastraba y se desarrollaron un gran número de variantes: soft-shoe shuffle, double-shuffle, side-shuffle, heel-and-toe shuffle, etc. Fue bastante popular en los años 1920 y dio nombre a un buen número de canciones y a un espectáculo musical de Broadway, Shuffle along, con música de Eubie Blake. El más popular de los bailarines de shuffle fue el británico Eugene Stratton.

## Ritmo

### Origen
Debemos remontarnos a finales del S XIX y coger como contexto la ciudad de Nueva York. Allí se dio la mezcla de danzas de los esclavos de las colonias con danzas tradicionales Irlandesas, ya que hubo mucha inmigración irlandesa en esos momentos.
A esta mezcla de ambas danzas se le conoció como Buck And Wing, ( expresión coloquial que aludía a un tipo de danza que realizaban conjuntamente negros e irlandeses con zuecos en el siglo XIX). Es la predecesora de lo que hoy conocemos como Shuffle.
El efecto rítmico del paso, cuyo sonido al arrastrar el pie producía un resultado similar al de una escobilla sobre un tambor, hizo que fuera imitado por los bateristas de algunas orquestas en los años 1920 y que, también, se incorporara al boogie woogie, tocado por la mano derecha del pianista. Se le denominó eight-to-the-bar, pues contenía ocho notas bajas por cada compás. Se convirtió en un recurso rítmico prototípico del estilo de Chicago. Algunos bateristas de swing, como Sam Woodyard, Sonny Payne o Chris Columbus utilizaron de forma abundante este recurso rítmico, y algunas big bands, ya en los años 1930-40, basaron su popularidad en el empleo del shuffle (Louis Prima, Louis Jordan...).

### Características
Esquemáticamente, un ritmo "shuffle" supone la presencia de ocho corcheas desiguales por compás, tocadas de forma "ternaria". Tocar shuffle era, en cierta forma, equivalente a tocar "atresillado", es decir, frasear un par de notas de la misma duración que, generalmente, caben en un pulso (Por ejemplo: dos corcheas en pulso de negra) de modo que la duración de la primera sea mayor y la de la segunda menor. En general, la prolongación de la primera nota en el fraseo típico del "swing" se supone mayor  que el del fraseo "shuffle". Por ello, en lugar de "atresillado", el fraseo con "swing" también es denominado "dotted", en inglés, cuya traducción sería "apuntillado". Es decir que, en terminología musical, si el pulso se marca en negras y queremos frasear dos corcheas, el valor de la primera figura debería ser igual o mayor a una corchea con puntillo y el de la segunda igual o menor a una semicorchea, en el fraseo "swing" o "apuntillado". En cambio, en el fraseo "shuffle" o "atresillado", la primera nota debería valer exactamente dos tercios del pulso y la segunda un tercio, es decir, una negra y una corchea ambas figuras dentro de un tresillo de corcheas.
En el jazz de Chicago, las propias secciones melódicas tocaban en forma "shuffle" durante el último coro, lo que creaba una sensación de retardo y control de la tensión, antes del estallido final.
En los años 1940, la gran extensión de este recurso rítmico dio lugar, en Chicago también, a su incorporación a las ejecuciones de muchos músicos de blues.